# Polyrhachis bihamata
Polyrhachis bihamata is een mierensoort uit de onderfamilie van de schubmieren (Formicinae). De wetenschappelijke naam van de soort is voor het eerst geldig gepubliceerd in 1773 door Dru Drury als Formica bihamata. Frederick Smith nam deze soort als typesoort van het geslacht Polyrhachis dat hij in 1857 beschreef. De soort komt voor in Indonesië (Borneo, Sumatra) en India.